# Guy Chaussinand-Nogaret
Guy Chaussinand-Nogaret est un historien et universitaire français. Il est directeur honoraire de recherche à l'École des hautes études en sciences sociales et spécialiste du XVIIIe siècle.

## Biographie
Guy Chaussinand-Nogaret prépare une thèse de 3e cycle en histoire, sur Les financiers languedociens au XVIIIe siècle, qu'il soutient à l'École pratique des hautes études, en 1968. Il soutient une thèse d'État, intitulée Les élites en France de la Régence au Premier Empire, sous la direction d'Emmanuel Le Roy Ladurie en 1985, à l'université Paris-IV. Il est maître de conférences à l'École des hautes études en sciences sociales, où il est nommé  directeur de recherche en 1996.

## Activités de recherche et éditoriales
Spécialiste du XVIIIe siècle auquel il a consacré sa thèse publiée sous l'intitulé Les financiers de Languedoc au XVIIIe siècle, il est l'auteur de La noblesse au XVIIIe siècle. De la Féodalité aux Lumières et de La vie quotidienne des Français sous Louis XV. Il consacre un livre au cardinal Dubois, ou encore au règne de Louis XVI.
Il est l'auteur, avec Louis Bergeron d'un ouvrage sur Les « masses de granit ». Cent mille notables du Premier Empire.

## Publications
- Les Financiers de Languedoc au XVIIIe siècle, Paris, SEVPEN, 1970, 375 p.
- La Noblesse au XVIIIe siècle, Hachette, 1976.
- La Vie quotidienne des Français sous Louis XV, Tallandier, 1979 384 p.  (ISBN 9782847349320), prix Marie-Eugène Simon-Henri-Martin de l’Académie française
- La Bastille est prise : la Révolution française commence, Bruxelles, Complexe, coll. « La Mémoire des siècles » (no 207), 1988, 181 p. (ISBN 2-87027-249-9, lire en ligne).
- Gens de finance au XVIIIe siècle, 1993 158 p.  (ISBN 978-2870274958)
- Voltaire et le siècle des Lumières, Complexe, 1994, 165 p.  (ISBN 9782870275269)
- Le Cardinal Dubois (1656-1723), Perrin, 2000.
- Le Cardinal de Fleury. Le Richelieu de Louis XV, Payot, 2002, 241 p.  (ISBN 978-2228896528)
- Louis XVI, le règne interrompu, 1754-1793, Tallandier, 159 p.  (ISBN 978-2235023160)
- (éd.) Les grands discours parlementaires de la Révolution : De Mirabeau à Robespierre 1789-1795, préface de Jean-Louis Debré, Armand Colin, 2005, 267 p.  (ISBN 978-2200268312)
- Casanova : Les dessus et les dessous de l'Europe des Lumières, Fayard, 2006 497 p.  (ISBN 978-2213624969)
- D'Alembert : Une vie d'intellectuel au siècle des Lumières, Fayard, 2007, 445 p.  (ISBN 978-2213631257)
- Les Lumières au péril du bûcher. Helvétius et d'Holbach, Fayard, 2009, 261 p.  (ISBN 978-2213642673)
- Comment peut-on être intellectuel au siècle des Lumières ?, André Versaille éditeur, 2011, 140 p.  (ISBN 978-2874951428)
- Les Femmes du roi. D'Agnès Sorel à Marie-Antoinette, Tallandier, 2012 272 p.  (ISBN 9782847348774)

## Distinctions
- 1976 : prix Thérouanne pour La noblesse au XVIIIe siècle[10]
- 2001 : prix de la biographie de l'Académie française[11]